# Bushey
Bushey è una cittadina di 24 000 abitanti della contea dell'Hertfordshire, in Inghilterra.